# Очеретяний Володимир Трохимович
Володимир Трохимович Очеретяний (? — пропав безвісти 1942) — український радянський діяч, секретар Чернівецького обласного комітету КП(б)У, голова виконавчого комітету Чернівецької повітової ради депутатів трудящих в 1940 році. 

## Біографія
Член ВКП(б).
До травня 1939 року — 1-й секретар Меджибізького районного комітету КП(б)У Кам'янець-Подільської області.
З травня 1939 по січень 1940 року — завідувач військового відділу Кам'янець-Подільського обласного комітету КП(б)У.
З лютого 1940 року — завідувач організаційно-інструкторського відділу Станіславського обласного комітету КП(б)У.
4 липня — 20 серпня 1940 року — голова виконавчого комітету Чернівецької повітової ради депутатів трудящих. У липні — серпні 1940 року — член Чернівецького повітового комітету КП(б)У.
У серпні 1940 — червні 1941 року — 3-й секретар Чернівецького обласного комітету КП(б)У.
З червня 1941 року — в Червоній армії, учасник німецько-радянської війни. Служив начальником політичного відділу розпорядчої станції 5-ї армії. Не вийшов із оточення. У 1942 році знятий із військового обліку, як такий, що «у квітні 1942 року пропав безвісти».

## Звання
- батальйонний комісар запасу